# Рин Кайхо
Рин Кайхо (род. 6 мая 1942 года), также известный как Линь Хайфэн — игрок в го китайского происхождения, выступающий за Японию, обладатель звания Почётный тэнгэн.

## Биография
Рин Кайхо родился в Шанхае в 1942 году. В 1952 году его заметил один из лучших игроков того времени Го Сэйгэн и взял на обучение, тогда же Рин Кайхо переехал в Японию. (Транскрипция Рин Кайхо — принятое произношение его китайского имени Линь Хайфэн в Японии). В 23 года он выиграл свой первый титул мэйдзин; его соперником в финале розыгрыша был Эйо Саката. Рин Кайхо стал первым японским игроком, достигшим 1300 побед в официальных турнирах. В июле 2010 он имел наибольшее количество побед в турнирах (1352) среди японских игроков. Также он имеет звание Почётный Тэнгэн, поскольку он удерживал этот титул пять лет подряд с 1989 по 1993 годы. С 1964 года Рин проходил и участвовал в лиге Мэйдзин (предварительные этапы розыгрыша титула) 39 лет подряд, что является рекордным количеством для всех японских турниров. Рин Кайхо является автором нескольких книг по теории го, некоторые из них были переведены на английский и русский языки.

## Титулы
Рин Кайхо делит 6 и 7 места с Тё У по количеству завоёванных го-титулов среди японских игроков.
| Япония                   | Япония                               | Япония                                             |
| Титул                    | Победитель                           | Финалист                                           |
| ------------------------ | ------------------------------------ | -------------------------------------------------- |
| Кисэй                    |                                      | 3 (1980, 1982, 1984)                               |
| Мэйдзин                  | 8 (1965—1967, 1969, 1971—1973, 1977) | 8 (1968, 1970, 1974, 1978, 1987, 1991, 1994, 2001) |
| Хонъимбо                 | 5 (1968—1970, 1983, 1984)            | 6 (1967, 1971, 1972, 1974, 1979, 1985)             |
| Тэнгэн                   | 5 (1989—1993)                        | 2 (1994, 1996)                                     |
| Одза                     | 1 (1973)                             | 3 (1966, 1974, 1986)                               |
| Дзюдан                   | 1 (1975)                             | 3 (1976, 1978, 1989)                               |
| Госэй                    | 1 (1994)                             | 2 (1993, 1995)                                     |
| Рюсэй                    |                                      | 1 (1994)                                           |
| Кубок NHK                | 3 (1970, 1974, 1978)                 | 1 (1987)                                           |
| Кубок NEC                | 1 (1989)                             | 2 (1986, 1995)                                     |
| Чемпионат Нихон Киин     |                                      | 1 (1967)                                           |
| Какусэй                  | 3 (1979, 1992, 1998)                 |                                                    |
| Чемпионат по быстрому го | 3 (1975, 1984, 1987)                 | 2 (1990, 1995)                                     |
| Asashi Pro Best Ten      | 2 (1966, 1974)                       | 1 (1969)                                           |
| Итого                    | 33                                   | 34                                                 |
| Континентальные          |                                      |                                                    |
| Тэнгэн Китай—Япония      | 2 (1990, 1991)                       | 3 (1992—1994)                                      |
| Итого                    | 2                                    | 3                                                  |
| Международные            |                                      |                                                    |
| Кубок Fujitsu            | 1 (1990)                             | 2 (1988, 1989)                                     |
| Кубок Tong Yang          |                                      | 1 (1992)                                           |
| Итого                    | 1                                    | 3                                                  |
| Всего                    |                                      |                                                    |
| Итого                    | 36                                   | 40                                                 |